# VK Play
VK Play — российское игровое подразделение компании VK. Представляет собой игровую платформу с онлайн-магазином VK Play, стриминговым сервисом VK Play Live, облачным сервисом VK Play Cloud, игровым медиа VK Play Media и сервисом по организации киберспортивных турниров.

## История
25 апреля 2022 года было объявлено о запуске VK Play.
6 июня 2022 года было запущено игровое медиа VK Play Media.
7 сентября 2022 года стало известно, что VK Play выступит издателем компьютерной игры Atomic Heart эксклюзивно для стран СНГ. Издателем игры вне СНГ выступит французская компания Focus Entertainment.
27 сентября 2022 года VK объявила о продаже My.Games для развития VK Play. Стоимость сделки составила 642 миллионов долларов.
VK планирует инвестировать около 300 миллионов рублей в российские игровые студии в период с 2023 по 2024 года. 9 февраля 2023 года было открыто инвестиционное подразделение «VK Play Инвестиции».
19 октября 2022 года директором по продукту VK Play назначен Александр Михеев, бывший глава SberGames.
15 февраля 2023 года генеральный директор VK Владимир Кириенко рассказал о создании собственного игрового движка, в который планируют вложить 1 миллиард рублей.
C июня 2023 года площадка «Игры@Mail.ru», также принадлежавшая VK, закрыта. При попытке перейти по ссылке происходит перенаправление на сайт VK Play. Команда и контент игрового медиа Player One, являвшегося частью «Игры@Mail.ru», перенесены на VK Play Media. Главный редактор VK Play Media — Наталья Одинцова, бывший заместитель главного редактора Player One и заместитель главного редактора «Страны Игр».
По данным на апрель 2024 года в VK Play зарегистрировано более 38,5 млн пользователей.
1 августа 2024 года магазин VK Play начал продавать ключи игр для зарубежной площадки Steam. В подкасте «Геймдев Кухня» Александр Михеев заявил, что «VK Play никогда не позиционировали „убийцей“ магазина Valve», а «создавали, чтобы закрывать те потребности игроков, которые выходят за рамки покупки и запуска игр — к примеру, смотреть стримы и следить за индустрией».